# 布雷绍蒙
布雷绍蒙（法語：Bréchaumont，法語發音：[bʁeʃomɔ̃] ⓘ）是法国上莱茵省的一个市镇，属于阿尔特基什区。

## 地理
布雷绍蒙（47°40'8"N, 7°4'15"E）面积6.51 平方千米，位于法国大東部大區上莱茵省，该省份为法国东部内陆省份，是阿尔萨斯的一部分，今与下莱茵省组成了阿尔萨斯欧洲集体，其北临下莱茵省，西接孚日省，西南接贝尔福地区省，东侧沿莱茵河与德国相望，南与瑞士接壤。
与布雷绍蒙接壤的市镇（或旧市镇、城区）包括：盖沃纳滕、沙瓦讷叙莱唐、埃尔巴克、沃尔弗斯多夫、雷茨维莱尔、瓦尔迪约-吕特朗、雷普、圣科姆。
布雷绍蒙的时区为UTC+01:00、UTC+02:00（夏令时）。

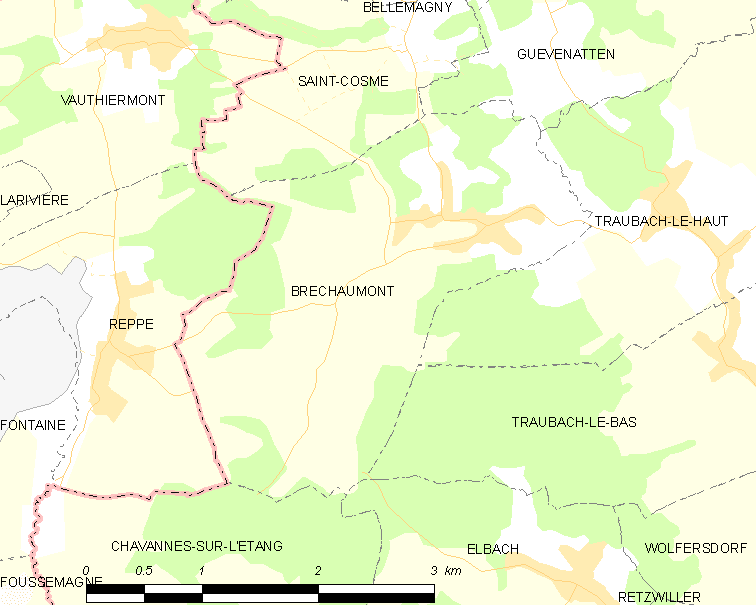
布雷绍蒙的OSM定位图

## 行政
布雷绍蒙的邮政编码为68210，INSEE市镇编码为68050。

## 政治
布雷绍蒙所属的省级选区为马斯沃-尼德布吕克县。

## 人口

1962-2008年间布雷绍蒙人口变化图示

布雷绍蒙于2022年1月1日时的人口数量为406人。